# Ace of Cactus Range
Ace of Cactus Range er en amerikansk stumfilm fra 1924 af Victor Adamson og Malon Andrus.

## Medvirkende
- Art Mix som Bob Cullen
- Virginia Warwick som Virginia Marsden
- Clifford Davidson som Bull Davidson
- Harvey Stafford som Randolph Truthers
- Dorothy Chase som Cleora
- Charles Colby som Buck Summers
- H. Paul Walsh som Markes
- A. W. Dearie som Sam
- Charles Mears som Quosmo